# Delphinium dazangense
Delphinium dazangense är en ranunkelväxtart som beskrevs av Wen Tsai Wang. Delphinium dazangense ingår i släktet storriddarsporrar, och familjen ranunkelväxter. Inga underarter finns listade i Catalogue of Life.